# Mladé Buky
Mladé Buky (Duits: Jungbuch) is een Tsjechische vlek (městys) in de regio Hradec Králové, en maakt deel uit van het district Trutnov. Mladé Buky telt 2315 inwoners (2023).

## Geschiedenis
- 1358 – De eerste schriftelijke vermelding van Mladé Buky.
- 2006 – De gemeente Mladé Buky krijgt (opnieuw) de status vlek.[1]